# Кислинський (заказник)
Кислинський — гідрологічний заказник місцевого значення у Маньківському районі Черкаської області.

## Опис
Заказник площею 45,3 га розташовано біля с. Кислин.  
Як об'єкт природно-заповідного фонду створено рішенням Черкаського облвиконкому від 28.11.79 р. №597. Землекористувач або землевласник, у віданні якого перебуває заповідний об'єкт — Кислинська сільська рада.
Заказник є важливим регулятором гідрологічного режиму, має типову болотну рослинність.